# Freja (1885)
För andra betydelser, se Freja (olika betydelser).
Freja, officiellt HM Korvett Freja, var en svensk ångkorvett, som byggdes av Kockums och sjösattes den 25 juli 1885. Hon var då det största fartyg som någonsin byggts helt av stål i Sverige och även det sista seglande fartyget inom svenska flottan som var avsett för stridande tjänst. Hon var bestyckad med 18 kanoner. Mellan åren 1886–1906 gjorde hon flera långresor.
Efter att ha tjänstgjort som korvett i många år togs hon ur tjänst 1907 och byggdes om till logementsfartyg 1908–1909 i Karlskrona. Sommartid låg hon 1921–1926 i Horsfjärden och under vintrarna i Hägernäs där hon avvändes som logementsfartyg av marinens flygväsende. Hon övertogs åter av svenska flottan 1926, utrangerades 1936 och såldes för skrotning 1943. Under upphuggningen 1946 sjönk hon och låg kvar på botten till 1978 då hon bärgades för att slutligen skrotas.
Fartyget har fått sitt namn av Freja, kärleks och fruktbarhetsgudinna i fornnordisk mytologi. 